# Masque (Kansas)
| Recensione                        | Giudizio        |
| --------------------------------- | --------------- |
| AllMusic                          | [ 3 ]           |
| The New Rolling Stone Album Guide | [ 4 ]           |
| Sputnikmusic                      | 3.8 (Excellent) |
| Dizionario del Pop-Rock           | [ 6 ]           |
| 24.000 dischi                     | [ 7 ]           |

Masque è il terzo album discografico del gruppo musicale statunitense Kansas, pubblicato dall'etichetta discografica Kirshner Records nel novembre del 1975. A differenza degli album precedenti, composti con la collaborazione di tutti i membri della band, il disco propone una svolta in favore di Walsh e Livgren, autori quasi per intero dell'opera.

## Tracce

### LP
Lato A
1. It Takes a Woman's Love (To Make a Man) – 3:06 (Steve Walsh)
2. Two Cents Worth – 3:07 (Kerry Livgren, Steve Walsh)
3. Icarus - Borne on Wings of Steel – 6:02 (Kerry Livgren, Steve Walsh)
4. All the World – 7:08 (Steve Walsh, Robby Steinhardt)

Lato B
1. Child of Innocence – 4:33 (Kerry Livgren)
2. It's You – 2:32 (Steve Walsh)
3. Mysteries and Mayhem – 4:19 (Kerry Livgren, Steve Walsh)
4. The Pinnacle – 9:34 (Kerry Livgren)

### CD
Edizione CD del 2011, pubblicato dalla Epic Records (EICP 20073)
1. It Takes a Woman's Love (To Make a Man) – 3:07 (Steve Walsh)
2. Two Cents Worth – 3:06 (Kerry Livgren, Steve Walsh)
3. Icarus (Borne on Wings of Steel) – 6:04 (Kerry Livgren)
4. All the World – 7:11 (Steve Walsh, Robby Steinhardt)
5. Child of Innocence – 4:34 (Kerry Livgren)
6. It's You – 2:32 (Steve Walsh)
7. Mysteries and Mayhem – 4:17 (Kerry Livgren, Steve Walsh)
8. The Pinnacle – 9:35 (Kerry Livgren)
9. Child of Innocence – 5:05 (Kerry Livgren) – Bonus Track - Rehearsal Recording
10. It's You – 2:42 (Steve Walsh) – Bonus Track - Demo

## Formazione
Gruppo
- Kerry Livgren - chitarra solista, chitarra ritmica, chitarra acustica, piano, clavinet, sintetizzatore moog, sintetizzatore ARP
- Rich Williams - chitarra solista, chitarra ritmica
- Steve Walsh - organo, piano, clavinet, sintetizzatore moog, congas, voce
- Robbie Steinhardt - violino, voce
- Dave Hope - basso
- Phil Ehart - batteria, moog drum, percussioni varie

Ospite
- Lon Price - sassofono (brano: It Takes a Woman's Love (To Make a Man))

Note aggiuntive
- Jeff Glixman - produttore
- Registrazioni (e mixaggio) effettuato allo Studio in the Country di Bogalusa, Louisiana (Stati Uniti)
- Lee Peterzell - ingegnere delle registrazioni
- Jimmy Stroud - assistente ingegnere delle registrazioni
- Mastering effettuato da Denny Purcell al Woodland Sound Studios di Nashville, Tennessee (Stati Uniti)
- Flournoy Holmes / Wonder Graphics Inc.; Atlanta; Nashville - design album originale
- David Gahr e Mark Lawhon - fotografie retrocopertina album originale
- Giuseppe Arcimboldo - cover art album originale
- Ringraziamento speciale a: Bleu Evans e Don Kirshner[9]

## Classifica
| Anno | Classifica    | Posizione raggiunta |
| ---- | ------------- | ------------------- |
| 1976 | Billboard 200 | 70                  |